# Нова Француска
Нова Француска (фр. Nouvelle-France) је подручје у Сјеверној Америци који је колонизовала Француска око 1534, када је Жак Картје истраживао ријеку Сен Лорен до предаје читаве колоније Великој Британији и Шпанији. На свом територијалном врхунцу 1712. године, прије споразума у Утрехту, територија се простирала од Њуфаундленда до Стеновитих планина, те од Хадсоновог до Мексичког залива. Територија је била подијељена у пет колонија, од којих је свака имала своју властиту управу: Канада, Акадија, Хадсонов залив, Њуфаундленд (Пласентија) и Луизијана. Споразумом из Утрехта Француска је изгубила колоније Аркадију, Хадсонов залив и Њуфаундленд, док је уместо Акадије успостављена нова колонија Ил Ројал (фр. Île Royale).